# 学校の個人情報漏洩事件
学校の個人情報漏洩事件（がっこうのこじんじょうほうろうえいじけん）とは、卒業生らの大学合否情報などを含む個人情報を無断で予備校に提供し、学校側が謝礼金を受け取っていたという事件である。滋賀県立八日市高等学校を発端に、全国の公立高校の43%にあたる1350校で慣例化していることが明らかになった。

## 事件概略
- 2003年7月‐ 学校関係者からの告発があり、滋賀弁護士会が人権擁護委員会で調査したところ、生徒のプライバシー情報である大学合否情報などが予備校に無断で提供されている実態を確認し、滋賀県個人情報保護条例に違反するとして滋賀県教育委員会と滋賀県立八日市高等学校に早期改善を求める要望書を送った。
- 2004年1月26日‐ 滋賀県立八日市高等学校が、卒業生ら360人の大学合否情報などを含む個人情報を無断で代々木ゼミナール・河合塾・駿台予備学校などの予備校やベネッセコーポレーションに提供し、1件当たり10～30円の計13万6千円の謝礼金を受け取っていたことを公表した。
- 滋賀県立八日市高等学校は「予備校に大学合否情報などを提供し、分析してもらうことで翌年の進路指導に役立つ」と主張した。また、予備校側も「あくまでも統計データを作成するためのもので個人情報の売買ではない」と主張した。
- 滋賀県立八日市高等学校の事件が表面化する以前にも、滋賀県立米原高等学校など県内の進学校の卒業生の間では、「本人しか知り得るはずのない大学合否情報が、なぜ予備校に漏洩しているのか」と問題になっていた。

## 事件内情
大学受験の合否結果は、大学から受験生に通知されるだけでなく、一部の私学を除く大部分の大学からその受験生の出身校にも通知される。一方、予備校は、在籍する個々の生徒の合否結果を把握する方法がなかったので、定期的に学校訪問を行い、学校関係者に謝礼金を払って合否情報を入手するしかない。
進路指導の参考となる統計データの作成を依頼し、その対価として学校側から予備校へ代金が支払われるのなら理解できるが、予備校から謝礼金が学校側に支払われ、その対価に個人情報を提供していた。